# A&Gアカデミー
A&Gアカデミー（エーアンドジーアカデミー）は、2006年4月に文化放送と古舘プロジェクトが共同で設立したプロの声優、ラジオパーソナリティ、放送作家、ディレクターを育成するための機関である。所在地は東京都港区浜松町。
特徴としては少人数制、授業では実際に使われているラジオブースでの実習等があげられる。授業期間は2期生から半年になった。
また声優・パーソナリティコースは半年後に声優事務所の関係者などを呼んでオーディションがあり、優秀だと認められた場合は、プロダクションに所属したり番組を担当したりする場合もある。
2009年9月から、デジタルスクールが新設された。

## コース
- 声優&ラジオパーソナリティコース
- ラジオディレクターコース
- 放送作家コース
- ボーカルコース（2012年11月開講）
- イベント＆コンサートディレクターコース（2012年11月開講）

### デジタルスクール
2009年9月スタート。地上波デジタルラジオ「超!A&G+」の簡易動画放送のための技術を学ぶ。
- FLASHアニメーターコース
- 映像ディレクターコース

## 開講スケジュール
| 期 | 開講       | 修了           | 公式ブログ |
| -- | ---------- | -------------- | ---------- |
| 1  | 2006年04月 | 2006年07月22日 | 2006.07.24 |
| 2  | 2006年10月 | 2007年03月11日 | 2007.03.12 |
| 3  | 2007年04月 | 2007年09月00日 | 2007.09.15 |
| 4  | 2007年10月 | 2008年03月00日 | 2008.03.11 |
| 5  | 2008年04月 | 2008年09月28日 | 2008.10.03 |
| 6  | 2008年10月 | 2009年03月00日 | 2009.03.03 |
| 7  | 2009年04月 | 2009年09月30日 | 2009.09.28 |
| 8  | 2009年10月 | 2010年03月13日 | 2010.03.15 |
| 9  | 2010年04月 | 2010年09月25日 | 2010.09.25 |
| 10 | 2010年10月 | 2011年04月00日 | 2011.04.14 |
| 11 | 2011年04月 | 2011年09月17日 | 2011.09.20 |
| 12 | 2011年10月 | 2012年3月      |            |
| 13 | 2012年4月  | 2012年9月      |            |
| 14 | 2012年10月 | 2013年3月      |            |
| 15 | 2013年4月  |                |            |
| 16 | 2013年9月  |                |            |
| 17 | 2014年4月  | 2014年9月      |            |
| 18 | 2014年9月  | 2015年3月      |            |
| 19 | 2015年4月  | 2015年9月      |            |
| 20 | 2015年10月 | 2016年3月      |            |
| 21 | 2016年4月  |                |            |

## 主な卒業生
番組は特に記さない限り超!A&G+で放送・配信。「文化放送」はJOQR（地上波放送）の意味。

### 声優・パーソナリティコース
出演番組のタイトルは一部省略。
- アクターズゲート = アクターズゲート ○○○○（半年替わりサブタイトル）
- 超ラジ!Rookie = Voice of A&G Digital 超ラジ!Rookie
- MP = 超!A&Gミュージック+
- MP30 = 超!A&Gミュージック+30
- MPTV = 超!A&Gミュージック+TV
- HTV = 放課後TV及び深夜TV
- alb = 本気!アニラブ
- 他＝その他の番組（番組名記載）

| 期 | 修了       | 卒業生                 | 主な出演番組 |
| -- | ---------- | ---------------------- | --- |
| 1  | 2006年7月  | 伊藤歌奈子             | |
| 1  | 2006年7月  | 坂祥美                 | アニメ文化通信、超ラジ!Rookie |
| 1  | 2006年7月  | 松田いよ               | アクターズゲイト 松来未祐のぷるるん大作戦!! (文化放送) |
| 1  | 2006年7月  | 田口香織               | MPTV |
| 1  | 2006年7月  | 清水一貴               | |
| 2  | 2007年3月  | 大澤俊哉               | アクターズゲート、MP |
| 2  | 2007年3月  | 来住沙耶香             | アクターズゲート、MP30 |
| 2  | 2007年3月  | 佐竹リサ               | |
| 2  | 2007年3月  | 中村みな               | 超ラジ!Rookie、MP |
| 3  | 2007年9月  | 上條博之               | アクターズゲート |
| 3  | 2007年9月  | 井澤詩織               | 超ラジ!Rookie、アクターズゲート、MPTV、他（超!Online Station、ナス☆シスのお願い!ミッドナイトエンジェル→ナス☆シスのドキドキ!ミッドナイトエンジェル&ナス☆シスのいつでもエンジェル♪どこでもエンジェル♪、井澤詩織のBloodyBunny放送局、セハガールのハードなSEGA情報RADIO『セハラジ』、ニューギングループ Presents 井澤・立花 ノルカソルカ） |
| 3  | 2007年9月  | 徳重洋子               | MPTV |
| 3  | 2007年9月  | クリストファー・シュウ | 三ヶ国語で聴くアニソン! |
| 3  | 2007年9月  | 佐伯元輝               | お笑いコンビ「やさしいズ」として活動 |
| 4  | 2008年3月  | 橋詰知久               | MP、MP30 |
| 4  | 2008年3月  | 水谷直樹               | アクターズゲート |
| 4  | 2008年3月  | 藤田由美子             | アクターズゲート、MP30、MPTV、他（アンテナ+） |
| 5  | 2008年9月  | 下田屋有依             | アクターズゲート 、MPTV |
| 5  | 2008年9月  | 名取隆晃               | アクターズゲート |
| 6  | 2009年3月  | 内山美穂               | MPTV、他（酒とバラの日々〜SEASONS、酒とバラの日々〜SEASONSⅡ） |
| 6  | 2009年3月  | 山田麻沙子             | アクターズゲート |
| 6  | 2009年3月  | 吉田佳那子             | アクターズゲート、他（「アニスキ!」内『放課後うるめいつ』） |
| 6  | 2009年3月  | 松尾まどか             | アクターズゲート、MPTV、HTV他（「アニスキ!」内『放課後うるめいつ』） |
| 6  | 2009年3月  | 大村真璃佳             | 三ヶ国語で聴くアニソン!、HTV、他（「アニスキ!」内『放課後うるめいつ』） |
| 6  | 2009年3月  | 大久保英恵             | MP30、MPTV、他（アニスキ!） |
| 7  | 2009年9月  | 雄賀多あや             | アクターズゲート、他（「アニスキ!」内『放課後うるめいつ』） |
| 7  | 2009年9月  | 吉田健                 | アクターズゲート |
| 8  | 2010年3月  | 照井春佳               | 智一・美樹のラジオビッグバン、アクターズゲート、他（まんけん!、春佳・彩花のSSちゃんねる） |
| 8  | 2010年3月  | 名賀亜美               | アクターズゲート、MPTV、他（声優グランプリ・ザ・Radio初代パーソナリティ） |
| 9  | 2010年9月  | 田中真奈美             | アクターズゲート、MPTV、他（めちゃこみ☆、声優グランプリ・ザ・Radio2代目パーソナリティ） |
| 9  | 2010年9月  | 伊藤舞子               | アクターズゲート |
| 9  | 2010年9月  | 鈴木美帆               | アクターズゲート |
| 10 | 2011年4月  | 中田悠衣               | アクターズゲート |
| 10 | 2011年4月  | 高橋実希               | アクターズゲート 、HTV |
| 10 | 2011年4月  | 秋山美久理             | アクターズゲート、HTV 、他（秋山美久理のももくりみくりっ!、姫イド隊の1人として活動も） |
| 11 | 2011年10月 | マーリク・アルバート   | 他（秋山美久理のももくりみくりっ!） |
| 11 | 2011年10月 | 有賀友利恵             | アクターズゲート他（うるめいつ7のメンバー、アニキン〜Skytree Radioのスタジオ担当、ムラカミ記者のアニメ!!パンチの2代目アシスタント） |
| 11 | 2011年10月 | 小野崎修               | アクターズゲート |
| 11 | 2011年10月 | 高村さくら             | アクターズゲート |
| 12 | 2012年4月  | 野村唯                 | アクターズゲート、alb2期月曜日他（東京国際アニメフェア2012超!ステーションスペシャル1日目スタジオ担当） |
| 12 | 2012年4月  | 田中聖奈               | アクターズゲート、他（うるめいつジュニアのメンバー、秋葉原アンテナファクトリーチャンネルMC） |
| 12 | 2012年4月  | 狩野俊哉               | アクターズゲート、他（alb1期月曜日の影の声） |
| 13 | 2012年10月 | 陽向あゆみ             | アクターズゲート |
| 13 | 2012年10月 | 川上莉央               | アクターズゲート、alb2期木曜日他（スペシャルコースに再入学・卒業してパステルビーンズのユニットの1人として活躍中、アニアモ!） |
| 14 | 2013年4月  | 瀬戸英里奈             | PS Vita「死印」有村クリスティ他、アクターズゲート |
| 15 | 2013年10月 | 和田京子               | アニメ「大家さんは思春期!」(金本さくら)、アニメ「たまゆら〜もあぐれっしぶ〜」(少女A)、アクターズゲート |
| 15 | 2013年10月 | 諏訪ななか             | アニメ｢ラブライブ!サンシャイン!!｣（松浦果南）、アニメ｢PJベリーのもぐもぐむにゃむにゃ｣（サニー・ファニー）、ボーカルコースにも入学・卒業してSupreme Daydreamの1人として活躍 |
| 15 | 2013年10月 | 立花理香               | アニメ「けものフレンズ」(リカオン)、アニメ「灼熱の卓球娘」（蠍田幸子）、アニメ『俺がお嬢様学校に「庶民サンプル」としてゲッツされた件』（有栖川麗子）、ゲーム「アイドルマスターシンデレラガールズ」（小早川紗枝） |
| 16 | 2014年4月  | 光富崇雄               | アニメ「ナンバカ」(ハニー)、アクターズゲート、（ボーカルコースも卒業パステルビーンズのユニットの1人として活躍） |
| 16 | 2014年4月  | 和地つかさ             | テレビ東京「ゴッドタン」、アクターズゲート |
| 16 | 2014年4月  | 逢葉まどか             | アニメ「牙狼GARO-炎の刻印-」(ララ)、アニメ「牙狼 –紅蓮ノ月- 」(星明※少女時代)、ゲーム「メイQノ地下ニ死ス」(エル) |
| 17 | 2014年10月 | 関口未佐子             | アニメ「スカーレッドライダーゼクス」(ハニー)、アクターズゲート、｢みちゃことちづるのハッピーアワー｣パーソナリティー |
| 17 | 2014年10月 | 津田宗司               | アクターズゲート |
| 17 | 2014年10月 | 菊池紗都               | アニメ「しまじろうのわお！」ミノエ役 |
| 18 | 2015年4月  | 鈴木のぞみ             | アクターズゲート |
| 18 | 2015年4月  | 荒谷美樹               | アクターズゲート |
| 18 | 2015年4月  | 桑原苑美               | アニメ「サバパラ」、ゲーム「明治東亰恋伽 Full Moon」、「逢魔が刻 〜かくりよの縁〜」 |
| 19 | 2015年10月 | 松田裕市               | アクターズゲート、外画「コング/猿の王者」(Netflix)、「ミラクル☆シェイプ」(日本テレビ)、「午後は○○おもいッきりテレビ」(日本テレビ)、「おもいッきりイイ!!テレビ」(日本テレビ)など |
| 19 | 2015年10月 | 卯野春香               | アクターズゲート、アニメ「タマ＆フレンズ〜うちのタマ知りませんか?〜」クロ |
| 19 | 2015年10月 | 湊元りょう             | アクターズゲート |
| 20 | 2016年4月  | 富沢恵莉               | アクターズゲート、PS Vita「死印」森宮すず他、アーケード「ポケモンガオーレ」かけだしアイドルのエリ、ピュアリーモンスターとしても活動中 |
| 20 | 2016年4月  | 間部拓哉               | アクターズゲート |
| 20 | 2016年4月  | 松浦都希子             | アクターズゲート |
| 20 | 2016年4月  | 岩永賢之丞             | アクターズゲート |
| 20 | 2016年4月  | 夏江紘実               | 文化放送吉田照美 飛べ!サルバドール月曜2代目小猿リポーター→夏江紘実のHIROMIX Radio、NACK5The Nutty Radio Show おに魂水曜日アシスタントなど |
| 21 | 2016年10月 | 乃並なの               | アクターズゲート |
| 21 | 2016年10月 | 大石歩佳               | アクターズゲート |
| 22 | 2017年4月  | 伊藤彩香               | アクターズゲート |
| 22 | 2017年4月  | 和田英明               | アクターズゲート |

### 構成作家コース
| 期 | 修了      | 卒業生     | 主な制作参加番組 |
| -- | --------- | ---------- | --- |
| 1  | 2006年7月 | 塚本雅規   | 鈴木久美子の超ラジ!、上村彩子の超ラジ!Rookie、上柳昌彦 土曜日のうなぎ (ニッポン放送) |
| 1  | 2006年7月 | 長濱貴一   | 鷲崎健の超ラジ!、井口裕香の超ラジ!Girls、のび太のアニメチックワールド!、棚橋麻衣＆佐藤聡美のランチタイムミュージック、スパロボOGネットラジオ うますぎWAVE（ランティス）、井口裕香のむ〜〜〜ん⊂（ ＾ω＾）⊃、RADIO4Gamer（2010年10月7日放送分 - ）、ラジオ☆聡美はっけん伝!、高本めぐみのアイドラNight☆→高本めぐみの音めぐり♪、上坂すみれのハートをつければかわいかろう(文化放送) |
| 1  | 2006年7月 | 坂本耕一   | まみことよーこのお・ま・た・ん!? (文化放送)、のび太のアニメチックワールド! (BBQR)、吉野裕行の超ラジ!、井澤詩織＆吉田沙織のランチタイムミュージックトリーツ金曜日、ノン子とのび太のアニメスクランブル (アシスタント作家)、SHK 眞魔国放送協会 (アニメイトTV、アシスタント作家)、超!Online Station、吉野裕行のラジオロングバケーション、A&G NEXTGENERATION LadyGo!!（開始当初は水金、2011年4月 - 9月は月木、2011年10月 - 2012年3月は金曜日、2012年4月以降は番組終了まで月曜日各担当）、藤堂真衣のもぞもぞ、神戸前向女学院。（ラジオ関西アニたまどっとコム、先代の作家降板に伴い途中から担当）、A&G GIRLS BEAT ♪ Queentyなど多数                                                                    |
| 1  | 2006年7月 | 小林洋平   | 大竹まこと ゴールデンラジオ! (AD・サブ作家)、A&G 超RADIO SHOW〜アニスパ!〜 (文化放送、AD)、アニメ文化通信、森永理科のアウトローラジオ、小林ゆうの（仮）、鷲崎健の2h、めちゃこみ☆、Radio Cross、矢作・佐倉のちょっとお時間よろしいですか、藤田さん〜ラジオですよ、松永真穂の乙女★ろっく、アニメ"勝手に"応援プロジェクトプレゼンツ広瀬ゆうきのポジティブになりたい件、中二病でも恋がしたい!〜闇夜の炎に抱かれて聞け!暗黒ミサの集会〜（音泉）、あいうらじお（音泉・響インターネットラジオ）、結城友奈は勇者であるのラジオ番組およびニコ生特番、響け!ユーフォニアムのラジオ番組およびニコ生特番、A&G NEXT BREAKS FIVE STARS（火曜担当）、鷲崎健の金曜THE CATCH、内田真礼とおはなししません?など多数 |
| 1  | 2006年7月 | 八木橋淳   | 下田屋有依の超!A&Gミュージック+TV、A&G NEXT BREAKS FIVE STARS（木曜担当） |
| 1  | 2006年7月 | 加藤有香   | |
| 2  | 2007年3月 | 平川達也   | 喜多村英梨の超ラジ!、下田麻美の超ラジ!Girls、超!A&G+ナビ、集まれ昌鹿野編集部 (ラジオ関西)、アンテナ+（2010年10月放送分 - 最終回）、A&G NEXTGENERATION LadyGo!!（2011年4月 - 9月は火曜日、2011年10月 - 2012年10月は火・木曜、2012年11月 - 最終回は火・木・金曜各担当。金曜日については小原美穂から岩月正人に交代するまでのつなぎで代理担当。）、メゾン・ド・イーコエ〜もしも、声優がいっぱい住んでいるマンションがあったら〜の水曜日「山崎エリイ 星の宮殿」など |
| 3  | 2007年9月 | 松本勇平   | 明坂聡美の超ラジ!Girls、東京国際アニメフェア2009 超!ステーション」、ランチタイムミュージック、集まれ昌鹿野編集部 (ラジオ関西)、A&G ARTIST ZONE 2h（月・火曜担当）、アンテナ+（番組開始 - 2010年9月）、アフィリア・サーガ・イーストの魔法学院放送部、HiBiKiRADIOSTATIONpresentsビキビキ!!、RADIO4Gamer（番組開始 - 2010年9月30日）、竹達・沼倉の初めてでもいいですか?、アニソンキング関連の番組やアニソンキング2012の総合台本担当、彩奈と碧のLa・ぷちミレディオ（文化放送）、A&G ARTIST ZONE THE CATCH（月 - 水曜担当） |
| 4  | 2008年3月 | 小原美穂   | 伊藤かな恵の超ラジ!Girls、A&G GAME MASTER GT-R、アキバチック天国・スーパー、集まれ昌鹿野編集部 (ラジオ関西)、ゆいこ・ひさこのでかした!RanQueen!、あおい・さおりの新番組（｀・ω・´）、A&G NEXT GENERATION Lady Go!!（2010年10月 - 2011年3月は月火木、2011年4月 - 9月は水金、2011年10月 - 2012年3月は月水、2012年4月 - 10月は水金、2012年11月 - 2014年1月1日は水曜日各担当）、高垣彩陽のあしたも晴レルヤ!（2012年10月まで担当）、佐倉綾音 Ayane*LDK（当初はマリン・エンタテインメントのネットラジオ番組だったが2013年1月13日より超!A&G+へ移動。隔週または2週おきに担当）、戸松遥のココロ☆ハルカス、寿美菜子のラフラフ、吉野裕行FC、まよなかデリバリー(ラジオ関西)構成作家(第98回 - )など多数      |
| 6  |           | 依田龍介   | めちゃ×2イケてるッ!(フジテレビ)、ニンゲン観察バラエティ モニタリング(TBSテレビ) |
| 9  |           | 都築秀雄   | |
| 10 |           | 渡辺学     | |
| 11 |           | 岩月正人   | A&G NEXT GENERATION Lady Go!!（途中から最終回まで金曜日担当。スタッフシャッフルウイークやスケジュールの都合で不在回もあり。）など |
| 12 |           | 坂口龍之介 | |

※*色川奈津子（第何期卒かは不明）担当番組:豊崎愛生のおかえりらじお（初代）、P.S.元気です。孝宏、TrySailのTRYangle harmony（初代）など

### ラジオディレクターコース
| 期 | 修了      | 卒業生   | 主な制作参加番組 |
| -- | --------- | -------- | --- |
| 1  | 2006年7月 | 飯田光則 | 鷲崎健の超ラジ!、井口裕香の超ラジ!Girls、野川さくら Ciao! Come Sta!、日野ミッドナイトグラフィティ 走れ!歌謡曲 土曜日 (文化放送)、井口裕香のむ〜〜〜ん⊂（ ＾ω＾）⊃ |
| 1  | 2006年7月 | 榎本有紀 | |
| 2  | 2007年3月 | 絹田恭介 | 下田麻美の超ラジ!Girls (AD)、明坂聡美の超ラジ!Girls (AD)、徳重洋子の超!A&Gミュージック+TV、ノン子とのび太のアニメスクランブル (文化放送、AD)、ラジオ☆聡美はっけん伝!（開始当初はADだったが、2013年4月、阿川Dの番組卒業に伴いDに昇格）、津田のラジオ「っだー!!」                                         |
| 2  | 2007年3月 | 滝澤瞳   | 下田屋有依の超!A&Gミュージック+TV |
| 3  | 2007年9月 | 中村友美 | 髭男爵 山田ルイ53世のルネッサンスラジオ (文化放送) |
| 6  | 2009年3月 | 鮎澤淳   | A&G REQUEST デジスタ、丹下桜のRADIO・A・La・Mode、アキバチック天国・スーパー、A&G NEXT GENERATION Lady Go!!木曜日ディレクター、日野ミッドナイトグラフィティ 走れ!歌謡曲 火曜日 (文化放送)、白石涼子の聞かなきゃ☆そん♪Song! (文化放送)、大竹まこと ゴールデンラジオ!木曜日外回りコーナー担当D（文化放送) |
| 10 | 2011年3月 | 森葵     | デジたる☆マジかる☆マネ〜じめんと!アシスタントスタッフなど。 |
| 12 | 2012年4月 | 伊藤静華 | A&G NEXT GENERATION Lady Go!!水曜日ディレクターなど(2015年4月 - ) |

### ボーカルコース
| 期 | 修了      | 卒業生       | 主な出演番組 |
| -- | --------- | ------------ | --- |
| 1  | 2013年3月 | 川上莉央     | パステルビーンズとしてデビュー「HOP STEP DREAM」を担当。                                                                   |
| 1  | 2013年3月 | 米田菜穂     | パステルビーンズとしてデビュー「HOP STEP DREAM」を担当。                                                                   |
| 1  | 2013年3月 | 光富崇雄     | パステルビーンズとしてデビュー「Forever Young」を担当。                                                                    |
| 1  | 2013年3月 | 最上さやか   | パステルビーンズとしてデビュー「Forever Young」を担当。                                                                    |
| 1  | 2013年3月 | 土方蓮奈     | パステルビーンズとしてデビュー「ユメ・メイロ」を担当。                                                                     |
| 2  | 2013年9月 | 諏訪ななか   | Supreme Daydreamとしてデビュー。後にAqoursとして活躍。                                                                     |
| 2  | 2013年9月 | 高林大旗     | Supreme Daydreamとしてデビュー。                                                                                           |
| 3  | 2014年3月 | 成田麻実     | プレシャスリズムとしてデビュー。プレシャスリズム・HAPPY ROSEの「ぎゅい〜ん!」出演                                          |
| 3  | 2014年3月 | 福尾美佳     | プレシャスリズムとしてデビュー。プレシャスリズム・HAPPY ROSEの「ぎゅい〜ん!」出演                                          |
| 3  | 2014年3月 | 永井瑠梨     | H＠PPY ROSEとしてデビュー。プレシャスリズム・HAPPY ROSEの「ぎゅい〜ん!」出演                                               |
| 3  | 2014年3月 | 七海綾香     | H＠PPY ROSEとしてデビュー。プレシャスリズム・HAPPY ROSEの「ぎゅい〜ん!」出演                                               |
| 4  | 2014年9月 | 佐々木亜李沙 | ソロデビュー。「恋のプレイボール」を歌唱。                                                                                 |
| 5  | 2015年3月 | 増山鈴乃音   | ソロデビュー。「小さな勇気」を歌唱。                                                                                       |
| 6  | 2015年9月 | RyoCo        | 彩夏とRyoCoとしてデビュー。「GOOD BYE MY MEMORIES」を歌唱。                                                                |
| 6  | 2015年9月 | 三葉彩夏     | 彩夏とRyoCoとしてデビュー。「GOOD BYE MY MEMORIES」を歌唱。三葉彩夏と和田京子のらじぽっ!出演                               |
| 7  | 2016年3月 | －           | |
| 8  | 2016年9月 | 西部さやか   | 「さやか&しんじ」としてデビュー。「傷ついて大門」を歌唱。一風変わった昭和歌謡ユニット。「さやか&しんじの昭和UPアニメ」出演 |
| 8  | 2016年9月 | 鈴木しんじ   | 「さやか&しんじ」としてデビュー。「傷ついて大門」を歌唱。「さやか&しんじの昭和UPアニメ」出演                               |
| 9  | 2017年3月 | －           | |